# Vădeni
Vădeni es una localidad rumana de la comuna de Cavadinești, en el condado de Galați.

## Historia
Hacia comienzos del siglo XX la localidad, que por entonces formaba parte de la comuna de Rogojeni, perteneciente al antiguo condado de Covurlui, tenía contabilizada una población de 390 habitantes. En la segunda mitad del siglo XX la localidad formaba ya parte de la comuna de Cavadinești, perteneciente al condado de Galați.